# Hail to the Chief
Hail to the Chief — офіційний гімн президента США. Його виконання вже понад два століття супроводжує появу голови держави на різних публічних заходах. Від 1954-го року, директивою МО США, композиції надано офіційний статус.

## Історія
Основу композиції склали рядки «Озерної пані» Вальтера Скотта, серед котрих «Хай живе Головнокомандувач, котрий з тріумфом наступає!» (англ. Hail to the Chief who in triumph advances!). Близько 1812-го року цей мотив було покладено на музику композитором Джеймсом Сандерсоном, який написав багато пісень для театральних п'єс 1790-х — першої пол. XIX ст.
Дебют постанови «Озерної пані» відбувся в Нью-Йорку 8 травня 1812, і приблизно в той же час «Hail to the Chief» був опублікований у Філадельфії, як «Марш і хор драматичного романсу Озерна пані». Твір набув популярності.
Асоціації з президентом вперше виникли в 1815 році, коли цей гімн було виконано на честь Джорджа Вашингтона і кінець війни 1812 року (під назвою «Вінки для Вождя»). Ендрю Джексон став першим під час президентського терміну котрого «Hail to the Chief» виконувався саме як гімн голови держави в 1829 році. Згодом композиція лунала на інавгурації Мартіна ван Бюрена та Джеймса Полка. Після правління Гаррі Трумена Міністерство оборони затвердило марш офіційним гімном президента Сполучених Штатів.